# Drosanthemum ramosissimum
Drosanthemum ramosissimum là một loài thực vật có hoa trong họ Phiên hạnh. Loài này được (Schult.) L.Bolus mô tả khoa học đầu tiên năm 1930.